# ميجان باير
ميجان باير (بالإنجليزية: Megan Beyer)‏ هي صحفية أمريكية، ولدت في 5 يونيو 1957 في الإسكندرية في الولايات المتحدة.